# Норт Туника (Мисисипи)
Норт Туника (енгл. North Tunica) насељено је место без административног статуса у америчкој савезној држави Мисисипи.

## Демографија
По попису из 2010. године број становника је 1.035, што је 415 (-28,6%) становника мање него 2000. године.
| Група             | 2000.         | 2010.       |
| Белци             | 68 (4,7%)     | 44 (4,3%)   |
| Афроамериканци    | 1.376 (94,9%) | 987 (95,4%) |
| Азијати           | 3 (0,2%)      | 0 (0,0%)    |
| Хиспаноамериканци | 6 (0,4%)      | 2 (0,2%)    |
| Укупно            | 1.450         | 1.035       |